# Барагунов, Аскер Хусенович
Аскер Хусенович Барагунов (род. 2 декабря 1990) — российский самбист, бронзовый призёр чемпионата России по боевому самбо 2013 года, кандидат в мастера спорта России. Боец смешанных единоборств. По состоянию на 2015 год провёл 15 боёв, из которых выиграл девять (4 нокаута, 4 — сдачей соперника и один — решением судей), четыре проиграл (два — сдачей соперника и два — решением судей) и два боя свёл вничью.

## Спортивные результаты

### Боевое самбо
- Чемпионат России по боевому самбо 2013 года — ;

### Смешанные боевые искусства
| Результат | Рекорд | Соперник           | Способ                             | Турнир                                               | Дата                 | Раунд | Время | Место             | Примечание |
| --------- | ------ | ------------------ | ---------------------------------- | ---------------------------------------------------- | -------------------- | ----- | ----- | ----------------- | ---------- |
| Победа    | 9-4-2  | Рашид Муртазалиев  | Технический нокаут (удары)         | Professional Fighting Championship — PFC Gladiator 1 | 8 июня 2015 года     | 1     | 4:59  | Россия, Нальчик   |            |
| Победа    | 8-4-2  | Иван Андрющенко    | Сабмишном (удушение треугольником) | ACB 15 — Grand Prix Berkut 2015 Stage 2              | 21 марта 2015 года   | 1     | 1:47  | Россия, Нальчик   |            |
| Победа    | 7-4-2  | Руслан Беликов     | Единогласное решение               | UMMAP — Union MMA Pro                                | 21 февраля 2015 года | 2     | 5:00  | Россия, Краснодар |            |
| Победа    | 6-4-2  | Виталий Казаков    | Технический нокаут (удары)         | TFC — Gladiator Fights                               | 4 июля 2014 года     | 1     | 0:46  | Россия, Нальчик   |            |
| Победа    | 5-4-2  | Виталий Пантелеев  | Сабмишном (рычаг локтя)            | Fight Nights — Krepost Selection 3                   | 15 февраля 2014 года | 1     | 2:28  | Россия, Москва    |            |
| Победа    | 4-4-2  | Стивен Ломан       | Нокаутом                           | Dare Fight Sports — Rebels of MMA                    | 12 октября 2013 года | 1     | 0:00  | Таиланд, Бангкок  |            |
| Поражение | 3-4-2  | Аслан Токтарбаев   | Единогласное решение               | Fight Nights — Battle of Moscow 12                   | 20 июня 2013 года    | 2     | 5:00  | Россия, Москва    |            |
| Ничья     | 3-3-2  | Марсело Коста      | Ничья                              | Fight Nights — Battle of Moscow 11                   | 20 августа 2013 года | 2     | 5:00  | Россия, Москва    |            |
| Победа    | 3-3-1  | Тимур Хатекаемуков | Технический нокаут (удары)         | PBSC — Southern Russia Pancration Cup                | 9 декабря 2012 года  | 1     | 1:57  | Россия, Краснодар |            |
| Ничья     | 2-3-1  | Марсело Коста      | Ничья                              | Fight Nights — Battle of Moscow 11                   | 20 апреля 2013 года  | 2     | 5:00  | Россия, Москва    |            |
| Поражение | 2-3    | Вадим Жлобич       | Единогласное решение               | BftN — Battle for the North                          | 7 мая 2012 года      | 3     | 3:00  | Россия, Мурманск  |            |
| Поражение | 2-2    | Магомед Алиев      | Единогласное решение               | OFC — Octagon Fight Club                             | 22 октября 2011 года | 2     | 5:00  | Россия, Москва    |            |
| Победа    | 2-1    | Вартан Асатрян     | Болевой (рычаг локтя)              | PBSC — Black Sea Cup                                 | 13 августа 2011 года | 1     | 2:09  | Россия, Краснодар |            |
| Победа    | 1-1    | Вячеслав Гагиев    | Сабмишном (удушение треугольником) | ProFC — Union Nation Cup 9                           | 22 октября 2010 года | 1     | 0:37  | Россия, Нальчик   |            |
| Поражение | 0-1    | Алияр Саркеров     | Сабмишном (удушение сзади)         | WUFC — World Ultimate Full Contact 15                | 22 августа 2009 года | 1     | 1:12  | Португалия, Визеу |            |